# Gokudo
Gokudo-kun (ゴクドーくん漫遊記, Gokudo-kun Man'yūki) est un anime, ou dessin animé japonais, mettant en scène un mercenaire atypique du nom de « Gokudo ». Cette œuvre est une comédie et dresse ainsi des personnages caricaturaux, entrainés dans des histoires rocambolesques à cause de leurs caractères tranchés.

## Les principaux personnages
- Gokudo, de son nom complet 'Gokudo Yuccot Kikansky', est l'antihéros de cette aventure. Ce jeune homme de 16 ou 17 ans est en quête du bonheur qu'il définit lui-même comme étant l'accession à "toutes les plus belles femmes, tout l'argent, et toute la notoriété  de l'univers". C'est à cause de son égoïsme immodéré et de sa volonté à atteindre son bonheur qu'il lui arrivera un grand nombre de mésaventures et qu'il se retrouvera manipulé de bout en large. Il tombe rapidement en possession d'une Épée Magique capable de lancer des gerbes de feu, et d'être invoquée par son propriétaire jusqu'à la mort de celui-ci. Il a un frère jumeau Seigi (littéralement 'justice') et sont ensemble les héritiers du royaume d'Eshallatto.
- Jin est un génie appartenant au Monde Magique. C'est un personnage puissant pouvant se transformer en diverses créatures dont des jolies femmes ou en dragon. Il est le compagnon d'aventure de Gokudo (il est plus exactement volé par celui-ci), et tente d'inculquer à ce dernier une morale. Ce génie a un faible pour le Saké.
- Rubette La Lette, est la fille d'un gouverneur d'Eshallatto, elle est emprisonnée par le Roi puis libérée par Gokudo, à partir de là elle décide de suivre celui-ci afin de vivre des aventures encore plus palpitantes.
- Prince Nearly est le prince du Monde Magique, ses hobbies sont de courir les jolies jeunes femmes et construire des robots surpuissants. Il rejoindra Gokudo pour pouvoir suivre Rubette et tenter de la séduire mais surtout car il y est forcé par sa mère, la Reine du Monde Magique.
- Mora est la Reine du Monde Magique. Elle se déguise souvent en diseuse de bonne aventure, c'est ainsi qu'elle piège Gokudo dès les premières secondes de l'anime, et l'entraine dans une succession de péripéties. C'est la mère de Nearly et la supérieure de Jin.

## L'histoire
Cette histoire prend place dans une taverne de l'empire d'Eshallatto (qui est une caricature d'un monde médiéval-fantastique de type européen), là Gokudo est apostrophé par une diseuse de bonne aventure, celle-ci tente de le mettre en garde contre le roi qui en voudrait à sa vie. Mais Gokudo ne semble pas très intéressé, il est bien trop occupé à manger aux frais de Mora et à lui voler sa bourse, après quoi il fuit dans un hôtel où il a ses habitudes sans ménager le propriétaire de celui-ci (ni lui payer son dut). Il découvre que la bourse ne contient en fait qu'une pierre. C'est cette pierre qui lui permit d'invoquer Jin, et de lui demander 3 vœux... mais Jin n'est pas enclin à s'exécuter et tente de raisonner Gokudo. À la suite de cela le propriétaire déboule en criant que sa fille Arsaga a été enlevée, il conjure Gokudo de lui venir en aide, celui-ci fait mine de vouloir l'aider, encaisse la récompense par avance, et s'en va...
Alors que Jin tente de faire respecter ses engagements à Gokudo, les deux compères sont attaqués par un groupe de chevaliers noirs. une fois ceux-ci vaincus, Gokudo entre en possession de l'Épée Magique, et pense tout de suite à faire fortune grâce à celle-ci en la vendant et en l'invoquant continuellement.
C'est lors de sa première vente que Gokudo entend parler de la récompense offerte à la personne ramenant la fille du gouverneur La Lette qui a été enlevée. Il n'a pas le temps de s'intéresser à la chose qu'il se dispute avec Jin qui le transforme en jeune femme sur quoi il se fait à son tour kidnapper.
C'est dans sa cellule qu'il fait la connaissance de Rubette et d'une certaine Mora, qu'il retrouve Arsaga, et qu'il apprend que le roi d'Eshallatto a manigancé toute cette histoire... Il parvient à se libérer grâce à son épée et est alors motivé par le trésor, la renommée et les femmes qu'il obtiendra s'il parvient à détrôner le Roi. Il sera rejoint un peu plus tard par son frère jumeau, Seigi, venu délivrer les jeunes femmes, et qui désormais veut combattre le roi au nom de la justice. Après avoir défait le Roi, qui était en fait le Roi du Monde Magique qui avait pris sa place, il apprend qu'il a été le pantin de la Reine du Monde Magique durant tout ce temps. Mais il a fini par devenir Roi, et son souhait est exaucé...
Finalement il se rend compte que la vie de Roi n'est pas faite pour lui et qu'il préfère vivre en tant qu'aventurier, il décide alors de laisser ses compagnons sur place et de se diriger vers le Royaume de Parmette, il sera suivi par Rubette, toujours prête à vivre des aventures trépidantes, et par Jin qui lui a prêté allégeance... C'est lors de ses aventures qu'il fera connaissance avec le Prince Nearly et bien d'autres personnages.

## Sujets abordés
Derrière ses airs de comédie décalée, cet anime aborde tout de même avec son spectateur deux thèmes philosophiques et expose pour chaque sa vision :
- Le Bonheur.
- Le rôle de Dieu dans la vie des Hommes ?

## Fiche Technique
- Années : 1994 et 1999.
- Réalisation : Kunihisa Sugishima
- Animation : Studio Softx
- Auteur original : Usagi Nakamura
- Non licencié en France à ce jour
- 26 épisodes